# Campionati italiani di ciclismo su strada 2022 - Gara in linea maschile Elite
La gara in linea maschile Elite dei Campionati italiani di ciclismo su strada 2022 si è svolta il 26 giugno 2022 su un percorso di 237,1 km, con partenza da Marina di Ginosa e arrivo a Alberobello, in Puglia. La vittoria fu appannaggio di Filippo Zana, che completò il percorso in 5h41'32", alla media di 41,653 km/h, precedendo Lorenzo Rota e Samuele Battistella.
Si trattò della centoventiduesima assegnazione del titolo maschile italiano di ciclismo su strada. Sul traguardo di Alberobello 53 ciclisti, dei 123 partiti da Marina di Ginosa, portarono a termine la competizione.

## Squadre e corridori partecipanti
| N.    | Cod. | Squadra                         |
| ----- | ---- | ------------------------------- |
| 1-2   | IPT  | Israel-Premier Tech             |
| 4-9   | AST  | Astana Qazaqstan Team           |
| 10-11 | BOH  | Bora-Hansgrohe                  |
| 13-14 | COF  | Cofidis                         |
| 15-16 | IGD  | Ineos Grenadiers                |
| 17-20 | IWG  | Intermarché-Wanty-Gobert        |
| 21    | TJV  | Jumbo-Visma                     |
| 22    | LTS  | Lotto Soudal                    |
| 23-26 | QST  | Quick-Step Alpha Vinyl Team     |
| 27-29 | BEX  | Team BikeExchange-Jayco         |
| 30-34 | TFS  | Trek-Segafredo                  |
| 35-39 | UAD  | UAE Team Emirates               |
| 42    | AFC  | Alpecin-Fenix                   |
| 43-60 | BCF  | Bardiani-CSF-Faizanè            |
| 61    | BBK  | B&B Hotels-KTM                  |
| 62-63 | BWB  | Bingoal Pauwels Sauces WB       |
| 64-71 | DRA  | Drone Hopper-Androni Giocattoli |
| 72-82 | EOK  | Eolo-Kometa Cycling Team        |
| 83    | ARK  | Team Arkéa-Samsic               |

| N.      | Cod. | Squadra                          |
| ------- | ---- | -------------------------------- |
| 85-88   | IND  | Team FCI                         |
| 84      | TEN  | TotalEnergies                    |
| 89      | AFD  | Alpecin-Fenix Development Team   |
| 90-93   | BTC  | Beltrami TSA Tre Colli           |
| 94-96   | BIE  | Biesse-Carrera                   |
| 97-99   | AZT  | D'Amico UM Tools                 |
| 100-101 | GAL  | Gallina Ecotek Lucchini          |
| 102-103 | GTS  | Giotti Victoria-Savini Due       |
| 105-108 | MGK  | MG.K Vis Colors for Peace VPM    |
| 109-115 | COR  | Team Corratec                    |
| 116-117 | T4Q  | Team Qhubeka                     |
| 118     | TSC  | Team Sapura Cycling              |
| 119-127 | IWM  | Work Service-Vitalcare-Dynatek   |
| 128     |      | Calzaturieri Montegranaro-Marini |
| 129     |      | Eolo-Kometa U23                  |
| 130     |      | Futura Team-Rosini               |
| 131     |      | Team Malmantile                  |
| 132     |      | Biking Racing Team               |
| 134     |      | Parkpre Racing Team              |

## Ordine d'arrivo (Top 10)
| Pos. | Corridore           | Squadra      | Tempo    |
| ---- | ------------------- | ------------ | -------- |
| 1    | Filippo Zana        | Bardiani     | 5h29'25" |
| 2    | Lorenzo Rota        | Intermarché  | s.t.     |
| 3    | Samuele Battistella | Astana       | s.t.     |
| 4    | Andrea Piccolo      | Drone Hopper | a 1"     |
| 5    | Filippo Baroncini   | Trek         | a 27"    |
| 6    | Filippo Fiorelli    | Bardiani     | s.t.     |
| 7    | Marco Tizza         | Bingoal      | a 39"    |
| 8    | Vincenzo Albanese   | Eolo         | a 48"    |
| 9    | Christian Scaroni   | Team FCI     | s.t.     |
| 10   | Giovanni Aleotti    | Bora         | s.t.     |